# カナカナブ語
カナカナブ語（カナカナブご）は、オーストロネシア語族台湾諸語に属する言語である。漢字では卡那卡那富語と表記される。台湾のカナカナブ族の言語である。台湾の高雄市那瑪夏区で話されている。